# Нондалтон (Аљаска)
Нондалтон (енгл. Nondalton) град је у америчкој савезној држави Аљаска.

## Демографија
По попису из 2010. године број становника је 164, што је 57 (-25,8%) становника мање него 2000. године.
| Група             | 2000.     | 2010.      |
| Белци             | 21 (9,5%) | 26 (15,9%) |
| Афроамериканци    | 0 (0,0%)  | 0 (0,0%)   |
| Азијати           | 0 (0,0%)  | 0 (0,0%)   |
| Хиспаноамериканци | 1 (0,5%)  | 0 (0,0%)   |
| Укупно            | 221       | 164        |